# Danskt-Svenskt Författarsällskap
Danskt-Svenskt Författarsällskap (danska: Dansk-Svensk Forfatterselskab) grundades 1995 och samlar cirka 170 professionella översättare och författare från båda sidor av Öresund. Sällskapets mål är att främja kunskapen om det andra landets litteratur, både den historiska och den samtida.
I styrelsen för 2009/2010 satt bland andra Jenny Berthelius och Bengt Liljenberg.

## Utgivningar
- Carlsson Kristian, Liljenberg Bengt, Sørensen Søren, red (2006). Befrielse: erindringer om 1940'ernes ufredsår : erinringar om 1940-talets ofredsår. Malmö: Danskt-Svenskt författarsällskap. Libris 10157017. ISBN 91-631-8700-0
- Danskt-svenskt författarsällskap: författare & översättare : forfattere & oversættere. Malmö: Danskt-svenskt författarsällskap. 1998-. Libris 2820690
- Carlsson Kristian, Liljenberg Bengt, Sørensen Søren, red (2003). Finns en plats på jorden. Nya vintergatan, 1652-4276 ; [2003]. Malmö: Danskt-svenskt författarsällskap. Libris 9433385. ISBN 91-631-4592-8 (Danskt-svenskt författarsällskap)
- Carlsson Kristian, Syréhn Gunnar, Warming Per, red (2004). Hans Christian Andersen. Nya vintergatan, 1652-4276 ; 2[2004]. Malmö: Danskt-svenskt författarsällskap. Libris 9774835. ISBN 91-631-6268-7 (Danskt-svenskt författarsällskap)
- Berthelius Jenny, Koefoed Ingerlise, red (2001) (på danska). Man kan bli glad av ord: [ett urval av äldre och nyare danska och svenska dikter för barn och ungdomar]. Malmö: Kolibri i samarbete med Danskt-svenskt författarsällsk. Libris 8395776. ISBN 91-85640-22-0 (inb.)
- Berthelius Jenny, Steen Vagn, Braw Monica, Carlsson Kristian, red (2006). Min førsta = Mit første : Dansk-svensk forfatterselskabs litterære kalender Nya vintergatan. Nya vintergatan, 1652-4276 ; 3 [2006]. Malmö: Danskt-svenskt författarsällskap. Libris 10936759. ISBN 978-91-631-8701-8 (Danskt-svenskt författarsällskap)
- Nya vintergatan: litterär kalender. Malmö: Danskt-svenskt författarsällskap. 2003-. Libris 9428371
- Ordet: Dansk-Svensk forfatterselskabs litterære blad : Danskt-Svenskt författarsällskaps litterära blad. Malmö: Dansk-Svensk forfatterselskab/Danskt-Svenskt författarsällskap. 2000-. Libris 8271930
- Bengtsson Gun R., Rifbjerg Klaus, Liljenberg Bengt, red (1999). På andra sidan bron: På den anden siden (av) bron : samtida dansk-svenska texter : en antologi. Malmö: Kolibri [i samarbete med] Danskt-svenskt författarsällsk. Libris 3015168. ISBN 91-85640-10-7 (korr.) (inb.)
- Claesson Christina, Liljenberg Bengt, red (1996). Två sidor av samma sund: dansk-svensk antologi med texter från två sekel. En bok för alla, 99-0130108-4. Stockholm: En bok för alla i samarbete med Danskt-svenskt författarsällsk. Libris 7642581. ISBN 91-7448-934-8 (inb.)
- Claesson Christina, Liljenberg Bengt, Swahn Sven Christer, Holmberg Hans, red (1998). Två sidor av samma sund: dansk-svensk antologi med texter från två sekel. Studiehandledning. Stockholm: En bok för alla i samarbete med Danskt-svenskt författarsällsk. Libris 7642582. ISBN 91-7448-999-2